# Рені (станція)
Рені́ — прикордонна пасажирська залізнична станція Одеської дирекції Одеської залізниці
Розташована в місті Рені Ізмаїльського району Одеської області на лінії Абаклія — Джурджулешти між станціями Рені-Наливна (4 км) та Джурджулешти (4,5 км) Молдовської залізниці.

## Історія
Станцію було відкрито 1879 року, при відкритті руху на залізниці Бендери — Рені. Станція виникла під такою ж назвою.
До 1992 року станція була у підпорядкуванні Молдовської залізниці, однак після проголошення незалежності України та відповідно, встановлення державного кордону, станцію було підпорядковано Одеській залізниці.
Особливістю розташування станції є те, що вона перебуває на своєрідному «острові» — в тому місці, де залізниця Абаклія — Джурджулешти заходить на територію України. Фізично станція не сполучена з основними залізницями України, відповідно через станцію немає руху приміських поїздів Одеської залізниці.
Раніше зі станції курсував приміський дизель-поїзд Одеської залізниці Рені — Етулія (2 пари на добу), але Укрзалізниця з березня 2020 року вирішила скасувати цей маршрут.
Станція є прикордонною на кордоні з Молдовою, працює однойменний пропускний пункт.